# Guire Poulard
Guire Poulard (ur. 6 stycznia 1942 w Delatte, zm. 9 grudnia 2018 w Port-au-Prince) – haitański duchowny katolicki, arcybiskup Port-au-Prince w latach 2011–2017.

## Życiorys
25 czerwca 1972 otrzymał święcenia kapłańskie i został inkardynowany do archidiecezji Port-au-Prince. Po krótkim stażu wikariuszowskim przez wiele lat zarządzał kilkoma parafiami archidiecezji jako admininistrator.
25 lutego 1988 został mianowany biskupem ordynariuszem diecezji Jacmel. Sakry biskupiej udzielił mu 15 maja 1988 ówczesny nuncjusz apostolski na Haiti – abp Paolo Romeo.
9 marca 2009 został przeniesiony do diecezji Les Cayes.
12 stycznia 2011 papież Benedykt XVI mianował go ordynariuszem stołecznej archidiecezji Port-au-Prince. Zastąpił na tym stanowisku tragicznie zmarłego podczas trzęsienia ziemi arcybiskupa Joseph Serge Miota.
7 października 2017 przeszedł na emeryturę, a jego następcą został arcybiskup Max Leroy Mésidor.
Zmarł 9 grudnia 2018.